# Carle Hessay

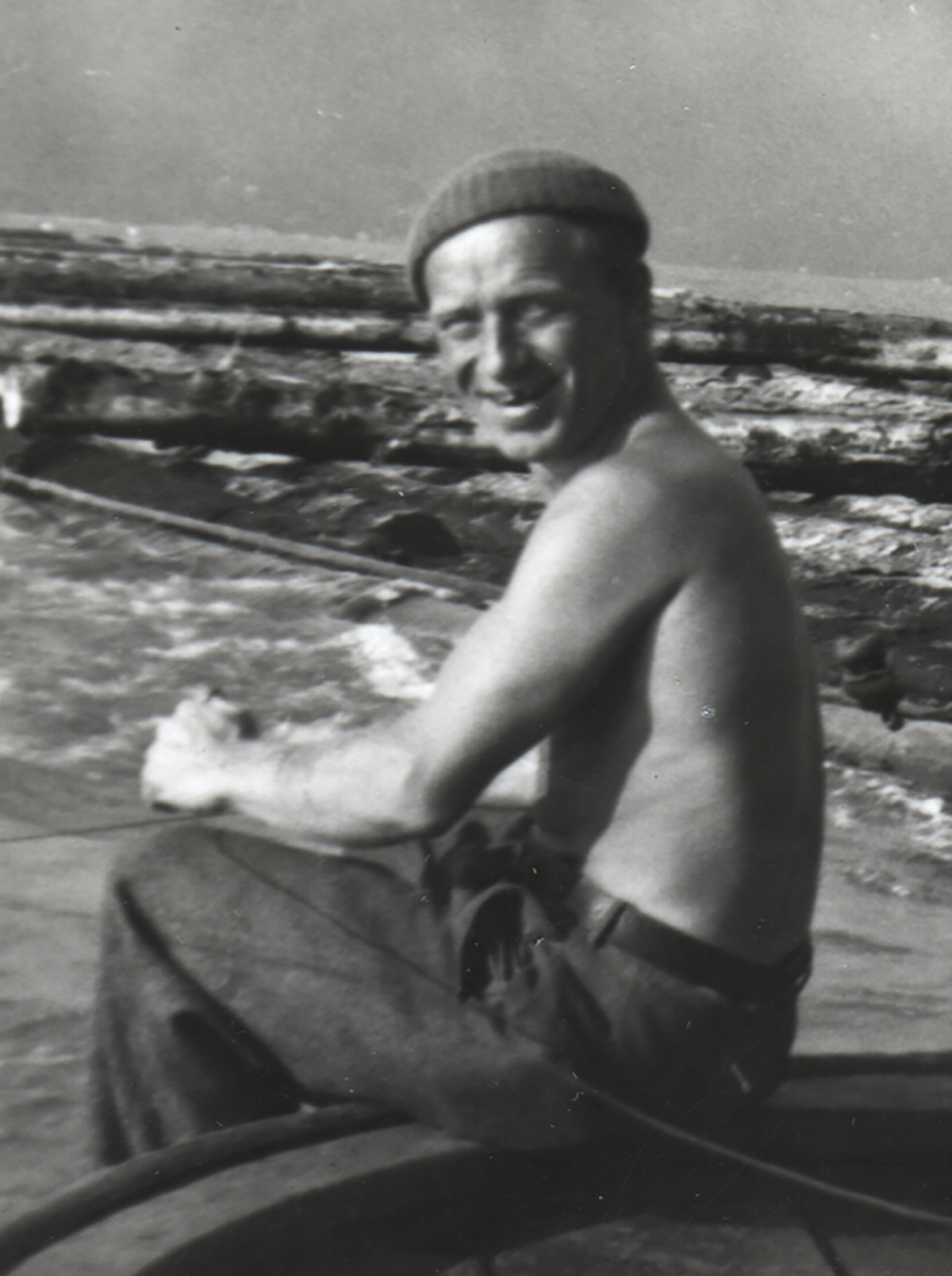
Carle Hessay en la década de 1940.

Hans Karl Hesse, conocido posteriormente como Carle Hessay (30 de noviembre de 1911-1 de enero de 1978), fue un pintor canadiense de origen alemán. Aunque aún queda mucho por saber sobre sus primeros años, emigró a Canadá en 1927 y más tarde estudió en academias de arte en Dresde y París. Hessay sirvió como soldado canadiense en la Segunda Guerra Mundial. Después de la paz, se trasladó a la Columbia Británica y finalmente se instaló en la ciudad de Langley, donde retomó la práctica del arte en la década de 1950. Algunas de sus primeras pinturas fueron realizadas al estilo del realismo romántico, pero la influencia del expresionismo pronto se volvió significativa, y Hessay se basó en los movimientos europeo y americano, junto con algunos aspectos de Emily Carr y el Grupo de los Siete. Pintó paisajes a lo largo de toda su vida artística, así como paisajes urbanos, profecías bíblicas y concepciones del futuro lejano. Una fracción considerable de su producción consistió en piezas abstractas. Con el tiempo, las representaciones de Hessay se volvieron más simbólicas y un comentarista describió sus últimas obras como "descaradamente metafísicas y apocalípticas".  A menudo fabricaba sus propios pigmentos y su estilo se distingue por el uso del color, especialmente del negro. En 2014, un grupo de escritores canadienses publicó poemas basados en sus obras. Hessay fue objeto de una exposición y un documental en 2017 en la Universidad de Victoria.

## Primeros años de vida
Hessay nació como Hans Karl Hesse en Dresde, Alemania, el 30 de noviembre de 1911.  Los relatos de las primeras décadas de su vida son a veces contradictorios.  Emigró a Canadá en 1927. Comenzó a pintar a la edad de catorce años, regresó a Europa y recibió una amplia educación artística en academias de Dresde y París.  Más tarde, Hessay abandonó Alemania para viajar por el mundo como marinero mercante durante muchos años, llegando al puesto de segundo oficial. Su primer contacto con la Columbia Británica se produjo en Port Alberni, cuando su barco llegó para cargar madera. Impresionado por el clima, quiso dejar constancia de la geografía, el mar y las rocas de la zona. Hessay luchó en la Guerra Civil Española durante un breve período.En 1938, regresó a Canadá  y pasó a servir en la Segunda Guerra Mundial como cabo en los Royal Canadian Engineers.  

## En la Columbia Británica

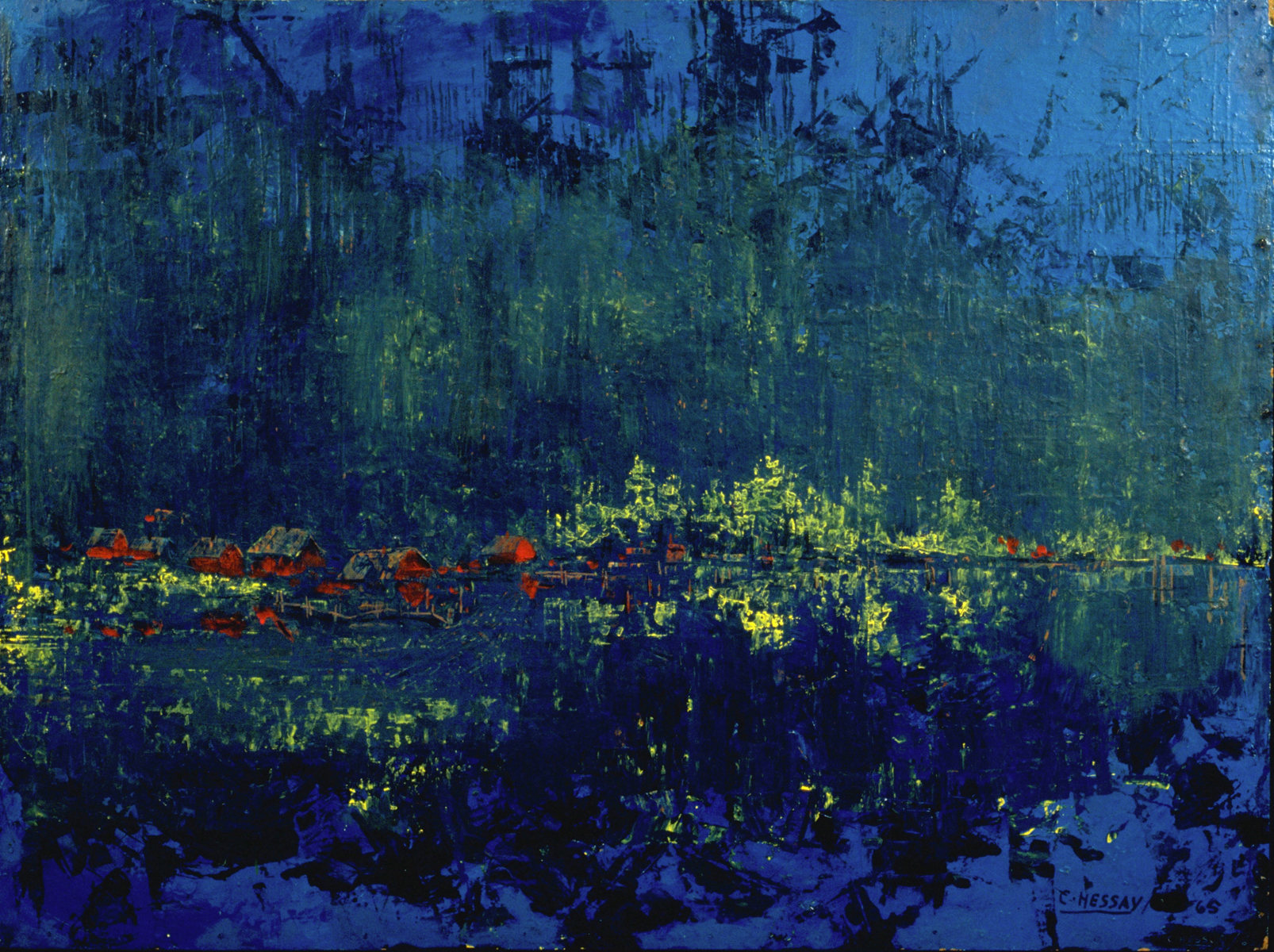
Campamento maderero olvidado. 1965.

Cuando regresó a la Columbia Británica después de la Segunda Guerra Mundial la primera casa de Hessay fue una chabola en Passage Island.  A pesar de sufrir un trastorno de estrés postraumático, se dedicó a la pesca comercial.  
En 1950, Hessay se mudó a Langley, una ciudad en el valle de Fraser. Pronto conoció a Leonard Woods, residente de Langley, exalumno de LeMoine FitzGerald, escultor, músico, poeta e historiador del arte de múltiples talentos. En el momento de su primer encuentro, Woods estaba reabriendo el departamento de escultura de la Escuela de Arte de Vancouver.   En un recuerdo posterior, Woods describió que Hessay se encontraba "en una condición muy crítica, mental y físicamente".  La pareja se hizo amiga de toda la vida, y Hessay valoraba el apoyo de Woods dentro de un círculo artístico poco unido que incluía al pintor Peter Ewart, junto con John McTaggart, profesor de arte en la Langley High School.  
En Langley, abrió una tienda de rótulos, en la época en que los rótulos todavía se hacían a mano. Hessay vivía en la zona trasera cerrada con cortinas y su mobiliario consistía en un catre, un hornillo, una mesa y sillas.    Cuando volvió a crear arte a principios de la década de 1950, estos alojamientos espartanos también funcionaban como estudio. Según Woods, "había pinturas por todas partes".  Los fines de semana, a menudo cerraba su tienda para viajar al Cañón Fraser y al interior de la Columbia Británica, donde buscaba oro. Hessay tuvo una vez una choza de buscador de oro cerca del Puente Viejo de Alexandra, en las cercanías de Spuzzum.   Disfrutó visitando las reservas de las Naciones Indias, donde encontró aceptación social.  Su producción artística fue inicialmente un reflejo de su formación europea. Consciente de los experimentos que tenían lugar en Nueva York y California, comenzó a producir numerosas obras de abstracción pura o semiabstracción, junto con sus paisajes inspirados en la naturaleza salvaje de la Columbia Británica.    Miembro de la Federación de Artistas Canadienses, participó en exposiciones colectivas, expuso en galerías de arte locales y realizó exposiciones individuales en la Columbia Británica y otros lugares.  Hessay murió de un ataque al corazón el 1 de enero de 1978 mientras asistía a un baile de Año Nuevo en el Sasquatch Inn en Spuzzum.  Está enterrado en el cementerio de Langley Lawn. 

## Obras

### Materiales y técnica de pintura.

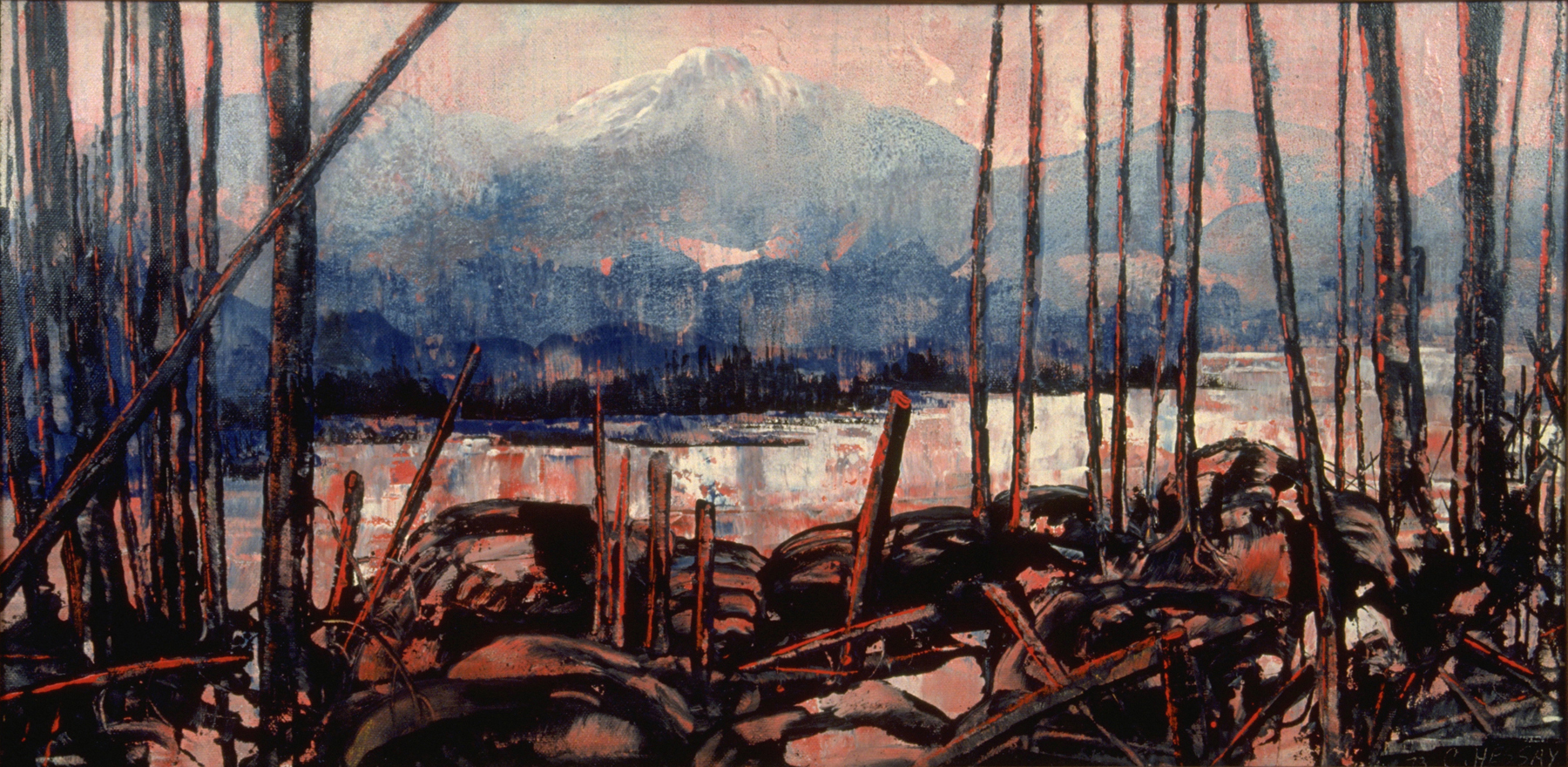
De aquí a la eternidad. 1973.

Hessay comúnmente experimentaba con técnicas mixtas.  Interesado por la química de la pintura, a menudo fabricaba sus propios pigmentos a partir de minerales y resinas recogidas en sus viajes de prospección. El negro lo obtenía moliendo manganeso.  También empleaba frutas y verduras cocidas, como colorantes de piel de cebolla, agua de patatas y zanahorias.   Otros materiales eran la clara de huevo y la pintura para el hogar.  Sus lienzos eran preparados con quince manos de yeso elaborado según su propia fórmula. 
A la manera de la pintura de acción, Hessay frecuentemente pintaba de manera libre y vigorosa, derramando y arrastrando pigmentos unos sobre otros.   En la aplicación de la pintura usaba diversos instrumentos como un cepillo de dientes. 

### Estilo
Sus primeras pinturas de finales de la década de 1950 eran del estilo del realismo romántico y un crítico las describió como "bonitas aunque no sentimentales".   De su origen en Dresde, conservó las cualidades estéticas de los pintores expresionistas alemanes como Emil Nolde, Max Beckmann y Franz Marc.  Apreciaba el arte de las Naciones Indias, admiraba al artista kwakwaka'wakw Mungo Martin y conocía a Bill Reid.   El objetivo de Hessay en la pintura era crear una "experiencia nueva y original", y sus pinturas suelen evocar dramatismo e intensidad de sentimiento, más que lirismo.   Muchas contienen un predominio de formas y ángulos fuertemente contrastantes.  Usó característicamente el color para registrar un tono emocional dominante, reforzando el contenido temático. Hessay consideraba que el negro era su marca como pintor.   El ocre monocromático y el escenario de Abandoned Village, una pintura de su serie Cabins to Cities, recuerda el ambiente de Blunden Harbor de Emily Carr. En algunos momentos sus paisajes tienen paralelismos con los del Grupo de los Siete.   Algunas de sus obras carecen de puntos de referencia y encajan cómodamente en el expresionismo abstracto. Otras piezas semiabstractas están impregnadas de toques de naturaleza, comúnmente orientadas por una característica que dirige la percepción del espectador.  Varias pinturas se relacionan con sus prospecciones en su evocación de formaciones rocosas. 

### Temas
Las pinturas de Hessay hacen referencia a un amplio espectro de temas históricos y contemporáneos, que van desde la ciudad moderna hasta la mitología, la Biblia, los horrores de la guerra, las visiones futuristas y la humanidad dentro de la naturaleza.   Le gustaba que sus imágenes contaran cosas, pero prefería dejar su interpretación en manos del espectador.   Cuando le preguntaron si sus pinturas eran simbólicas, respondió: "Por supuesto que lo son". 

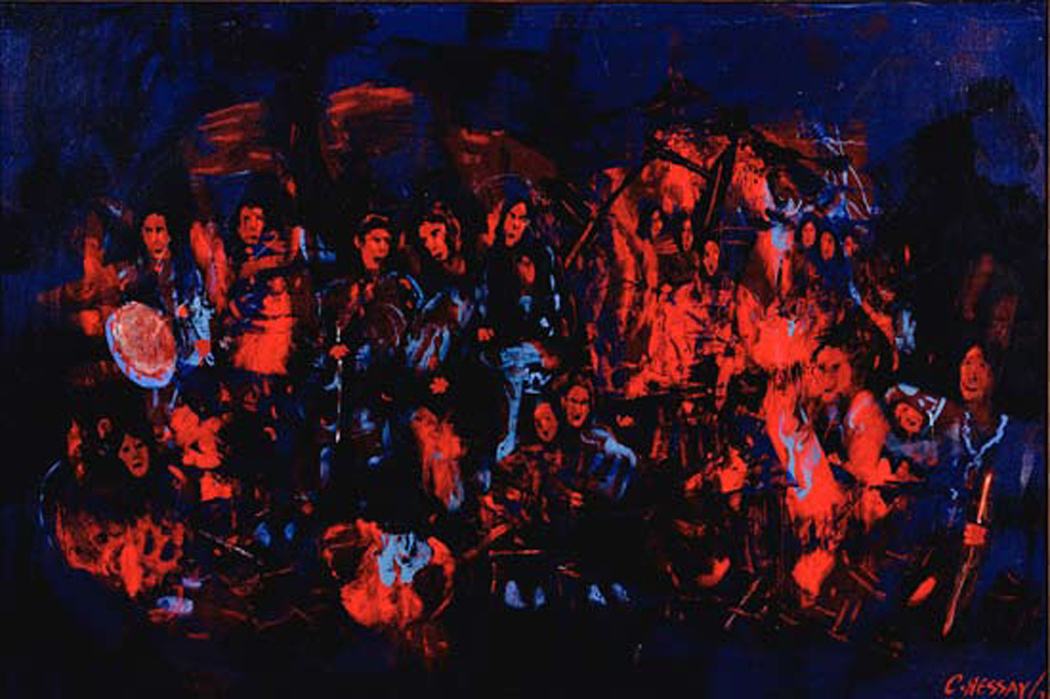
Funeral de un Shuswap. 1971.

Sus paisajes sitúan con frecuencia al observador en medio de una naturaleza indómita, con raíces y troncos de árboles, un caos de rocas caídas, una gran capa de nieve o en el centro de un gran pantano.  Algunas representan indirectamente las fuerzas destructivas de la historia, como en una vista bastante literal del Monte Baker en De aquí a la eternidad, con su color de fondo rosa general; o en los tonos esmaltados del gran Magenta Fire.   Como consecuencia de haber presenciado las injusticias y la crueldad, tenía predilección por pintar llamas.  Sus paisajes suelen incorporar restos de viviendas humanas: campamentos madereros olvidados, la choza de un buscador de oro, ó viviendas abandonadas.  Muchas pinturas demuestran su amor por la naturaleza, como en Above the Yalakom, con su diseño fluido de árboles y laderas.  En 1967, creó un mural de seis por nueve pies, una representación de una cascada que cae en un lago de montaña, para la Iglesia Evangélica Libre de Langley. En opinión de Woods, Hessay se basó en el aprendizaje de su infancia impregnado de la Biblia, y el mural puede reinterpretar el Monte Líbano, el Mar de Galilea y el río Jordán en un contexto canadiense.  Su última pintura, el paisaje Break of Day, terminada en 1977, es atípica entre las de su última década, por su uso de armonías suaves y contornos redondeados. 
Hessay utilizó a veces alusiones religiosas como metáforas que ilustran las condiciones que amenazan a la sociedad moderna.  El Número del Hombre hace referencia al Libro del Apocalipsis, y su complejo montaje de siniestras apariciones y calaveras es deliberadamente oscuro.  Varias de sus obras tardías son chamánicas y metafísicas, como el sacro Wake for a Shuswap. Esta pintura de 1971 muestra una representación de las Naciones Indígenas de Secwepemc que se desarrolla alrededor de un fuego, con los participantes saturados de rojos y azules brillantes, envueltos por la obscuridad de la noche.   Algunos de sus lienzos registran sus experiencias en la Guerra Civil Española, como en La Pasionaria (Dolores Ibárruri) en el río Jarama .  Otras escenas de guerra se basan en relatos bíblicos o en la historia clásica. 
Su ambivalencia hacia los centros urbanos aparece en un pequeño número de paisajes urbanos, como muestra La gran ciudad, en los que su tratamiento cristalino contrasta con el entorno sembrado de escombros en la base de un viaducto arqueado.  Como parte del proyecto Exploraciones del Consejo de Canadá, creó una serie de pinturas futuristas tituladas The Hollow World, destinadas al Planetario de Vancouver, pero que no fueron expuestas. Revelan cómo podría desarrollarse la civilización a partir del año 3000 d. C., cuando las hazañas de la ingeniería podrían hacer posible la creación de nuevos mundos.  

## Cultura personal
Hessay aprendió gimnasia por sí mismo y una referencia de 1943 de las Fuerzas Armadas canadienses lo describió como un "hombre de aparatos versátil y un instructor capaz". Incluso cuando tenía sesenta años, le gustaba entretenerse haciendo el pino y realizar hazañas de buceo.   Hessay creía que la música, que estudió en su juventud, era la forma de arte más elevada y tocaba bien el piano. En el Lion's Club y en la Legión Canadiense, su música pagaba a menudo su cena y le gustaba escuchar óperas mientras pintaba. Autodidacta en muchos sentidos, Hessay tenía un excelente conocimiento de la ciencia, la mitología y la filosofía antigua, y podía citar literatura clásica de memoria. 

## Legado

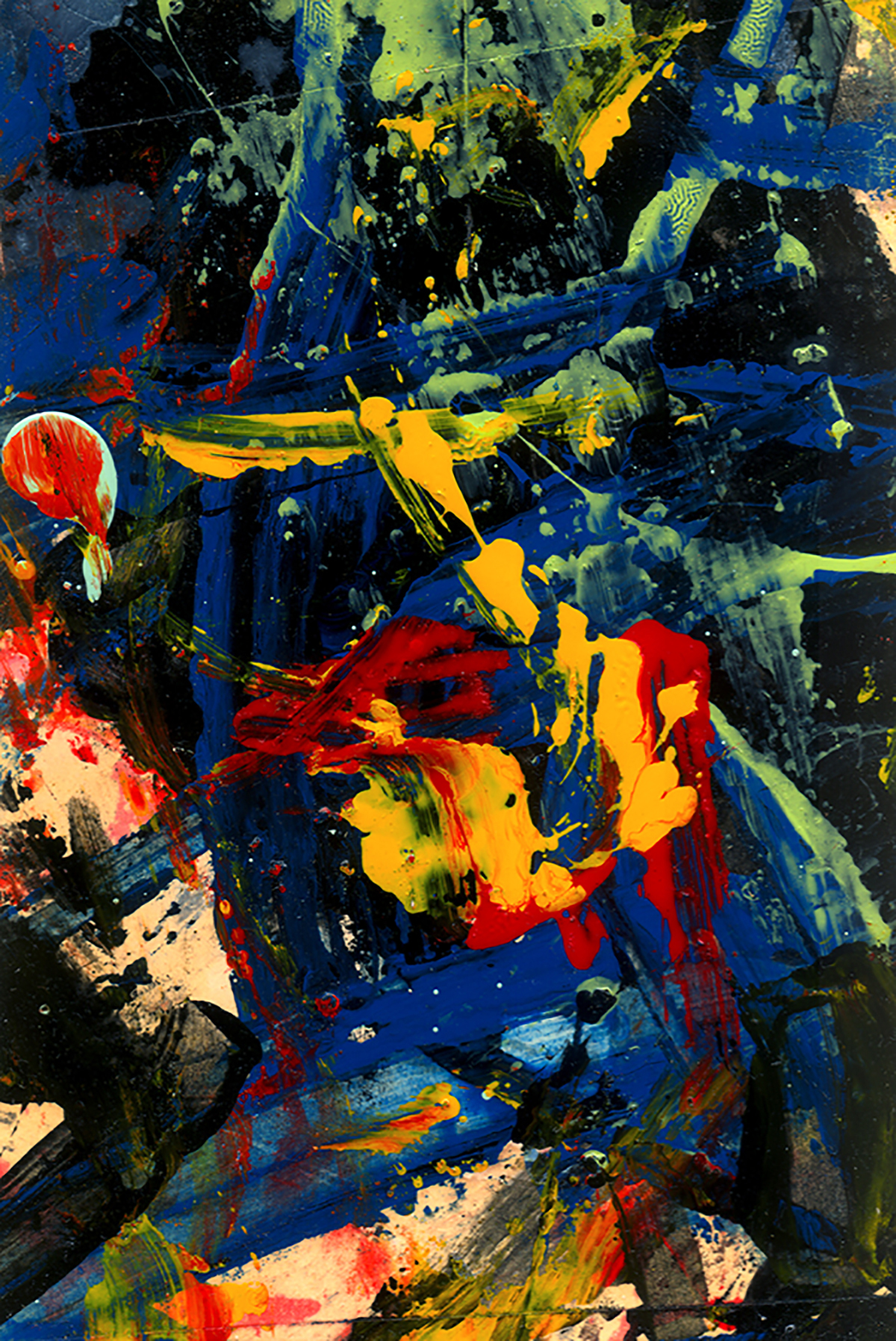
Resumen No. 25, o dejar bailar al pincel (según un poema de Bill Bissett).

Hessay recibió poco reconocimiento por sus pinturas durante su vida. Cuando los periódicos escribían artículos sobre sus exposiciones, se centraban más en su persona que en las pinturas expuestas. 
En 1980, se llevó a cabo una retrospectiva sobre la vida y el arte de Hessay en el Museo Langley Centennial en Fort Langley, comisariada por Warren Sommer. Incluía fotografías, acuarelas y pinturas al óleo.   En el Vancouver Sun, la crítica Brenda White declaró que "dentro del espacio de exposición está la voz aún resonante de un hombre que buscó en su alma para comprender el mundo que quiso abrazar", y en su diversidad, "los temas surgen del mismo pozo profundo de emoción e inquietud". 
Sus obras de arte se expusieron a continuación en la Grain Elevator Gallery en Dawson Creek en 1984, en una exposición de un mes de duración.  La crítica de arte de Toronto Jennifer Oille, aunque no apreciaba mucho la vida de Hessay, describió las obras como que van desde paisajes objetivos hasta paisajes mentales y símbolos expresionistas. 
En 2005, Leonard Woods escribió un libro titulado: Meditaciones sobre las pinturas de Carle Hessay (Trabarni, 2005), que era una exploración del contenido temático de las pinturas del artista.  
Cuatro pinturas de la serie The Hollow World de Hessay aparecieron en público por primera vez, en 2009, en la exposición titulada: Universe Inspired Art by Canadian Artists, patrocinada por el Instituto Herzberg de Astrofísica NRC. Las pinturas fueron acompañadas por poemas de Bill Bissett, Leonard A. Woods y Terence Young. 

## Galería

### Paisajes

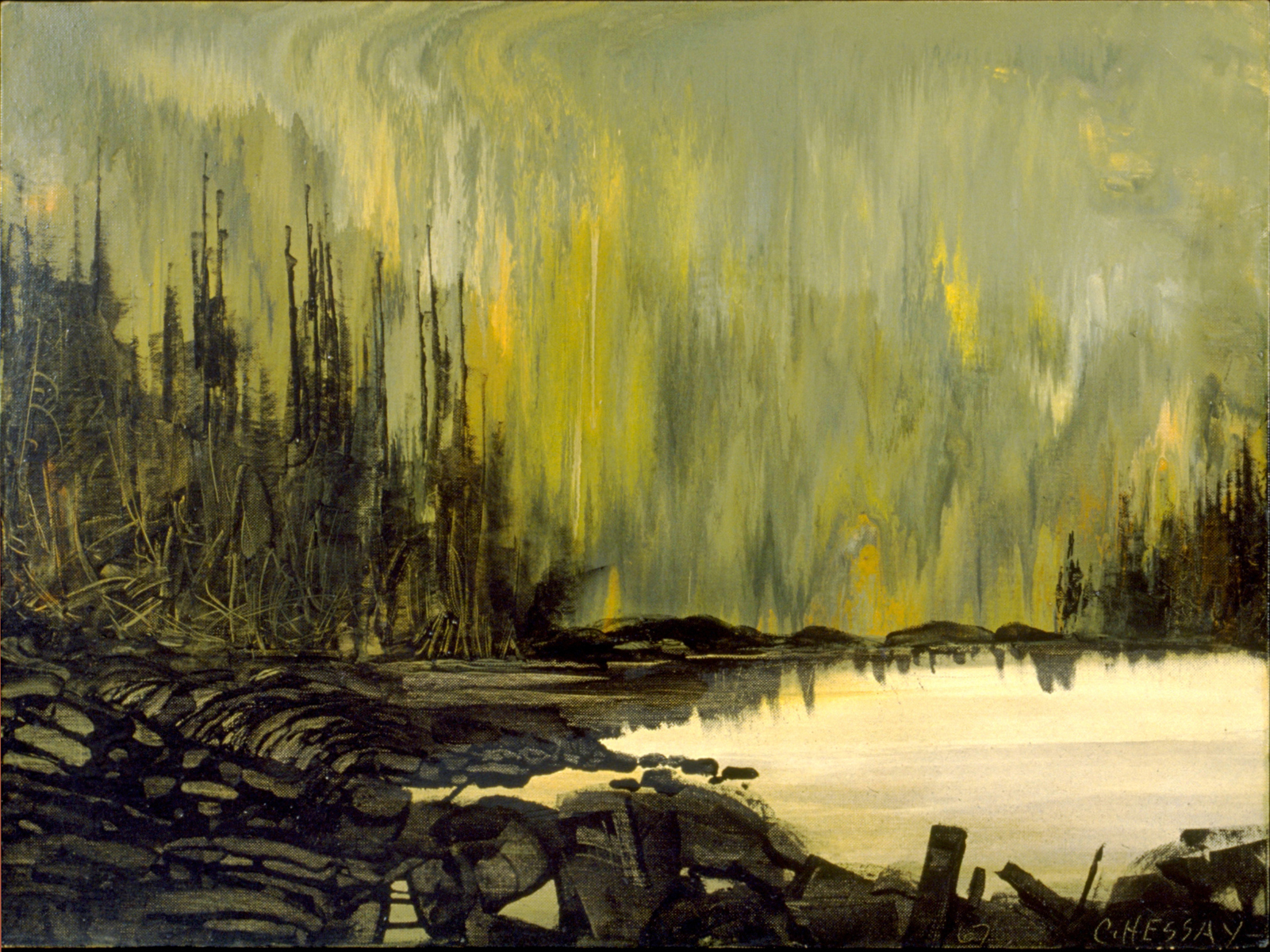
Bosque de la costa oeste. 1967.
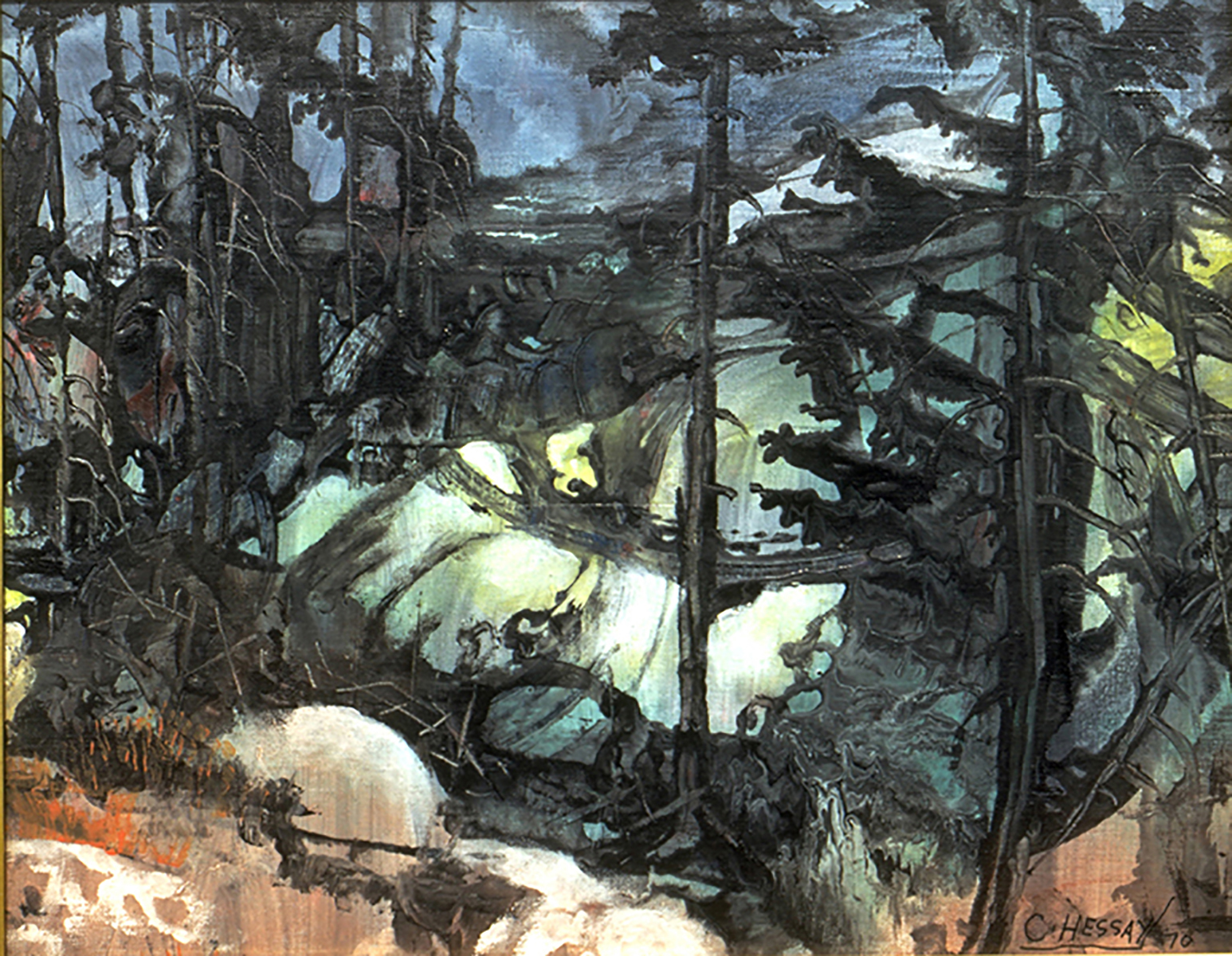
Sobre el río Yalakom. 1970.
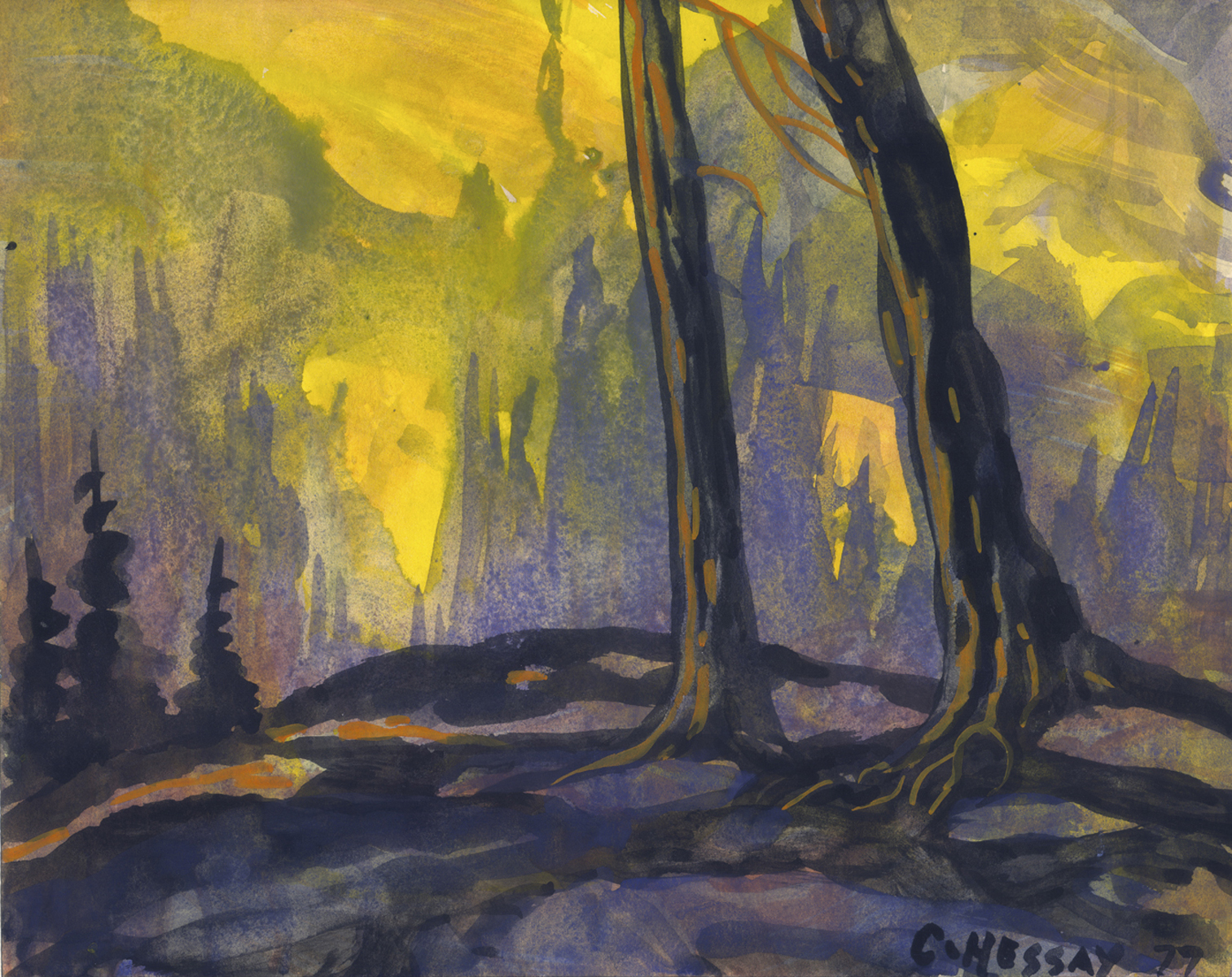
Señores del bosque dorado. 1977.
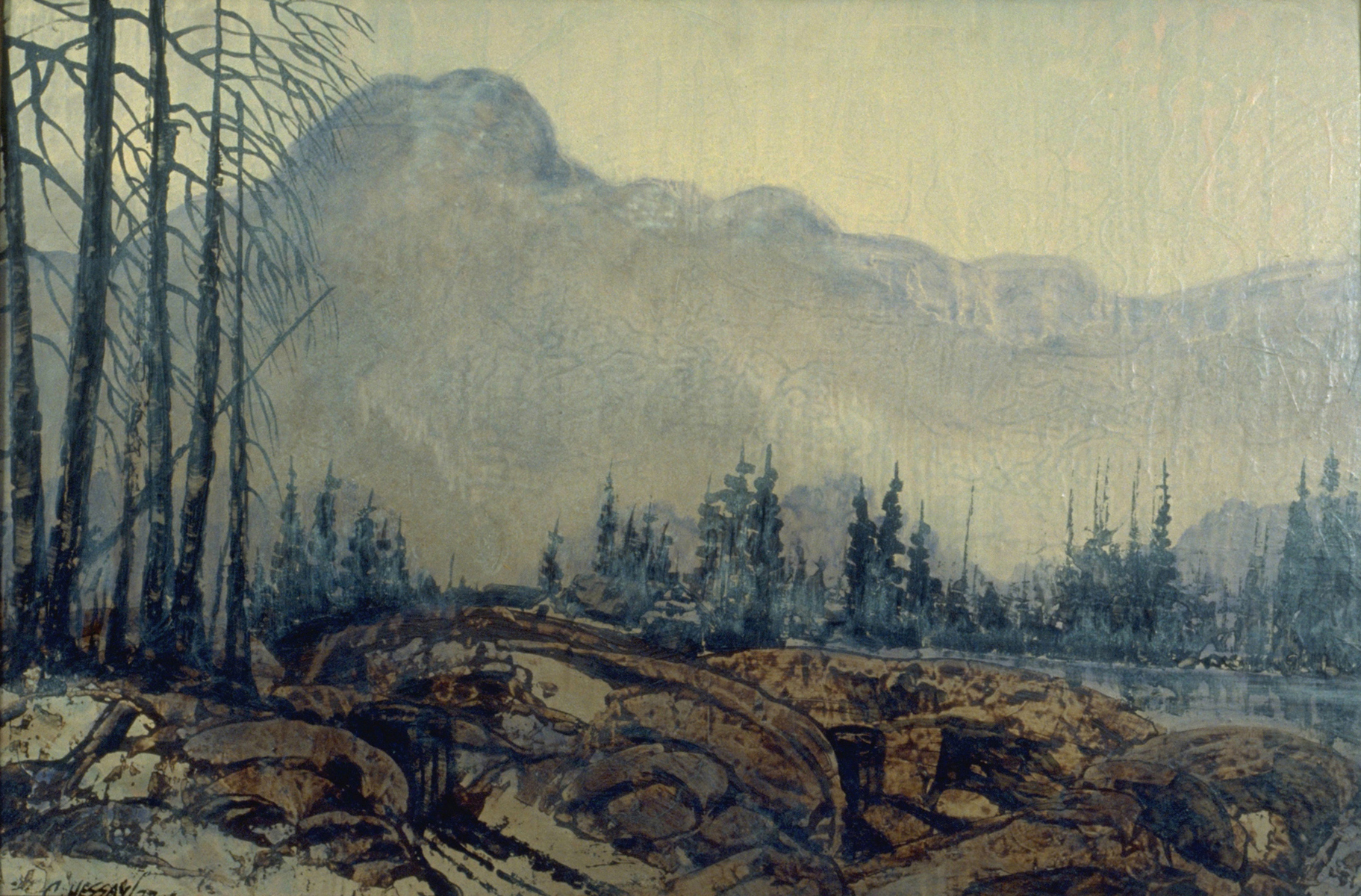
Comienzo del dia. 1977.

### Abstractas

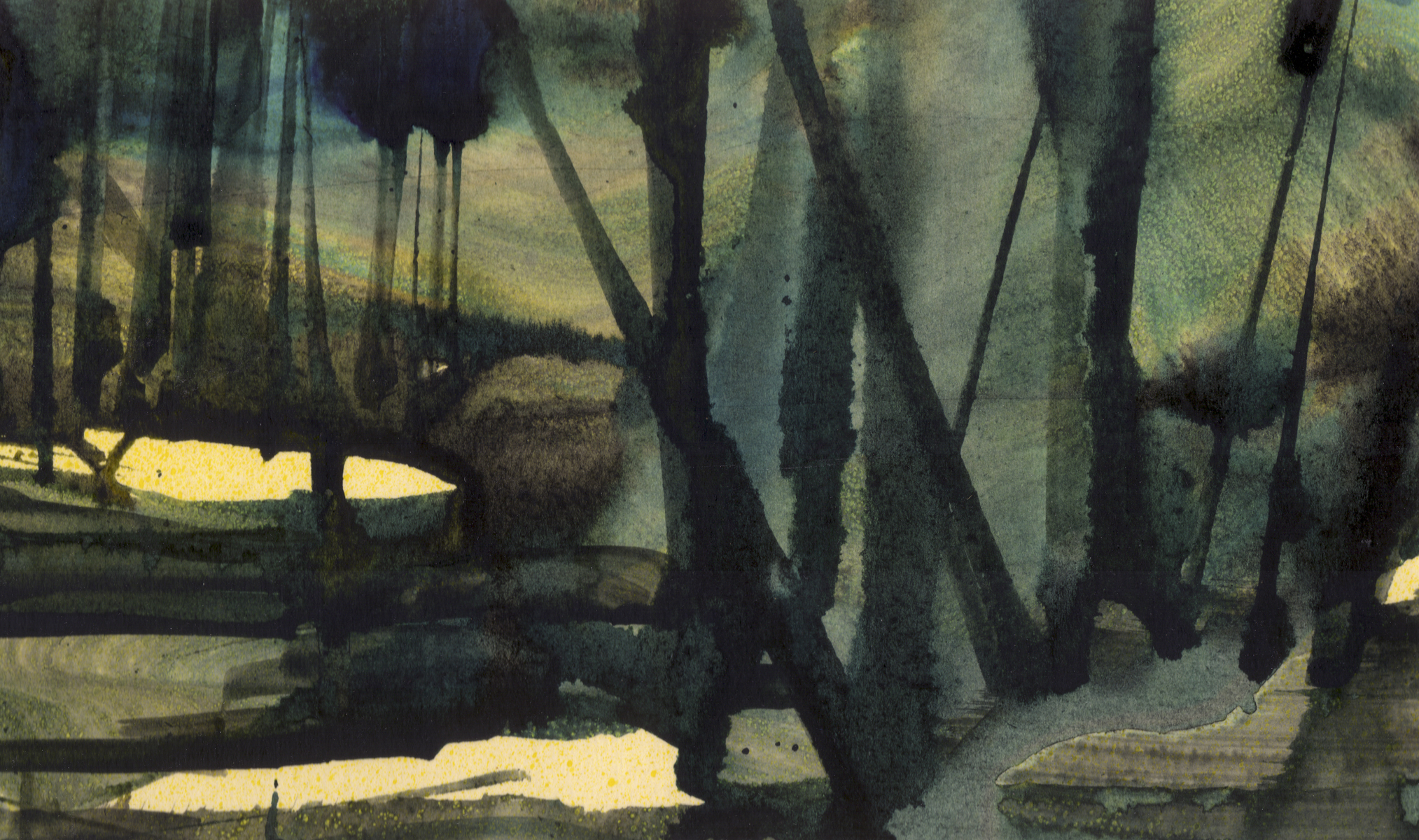
Arboleda de la catedral.
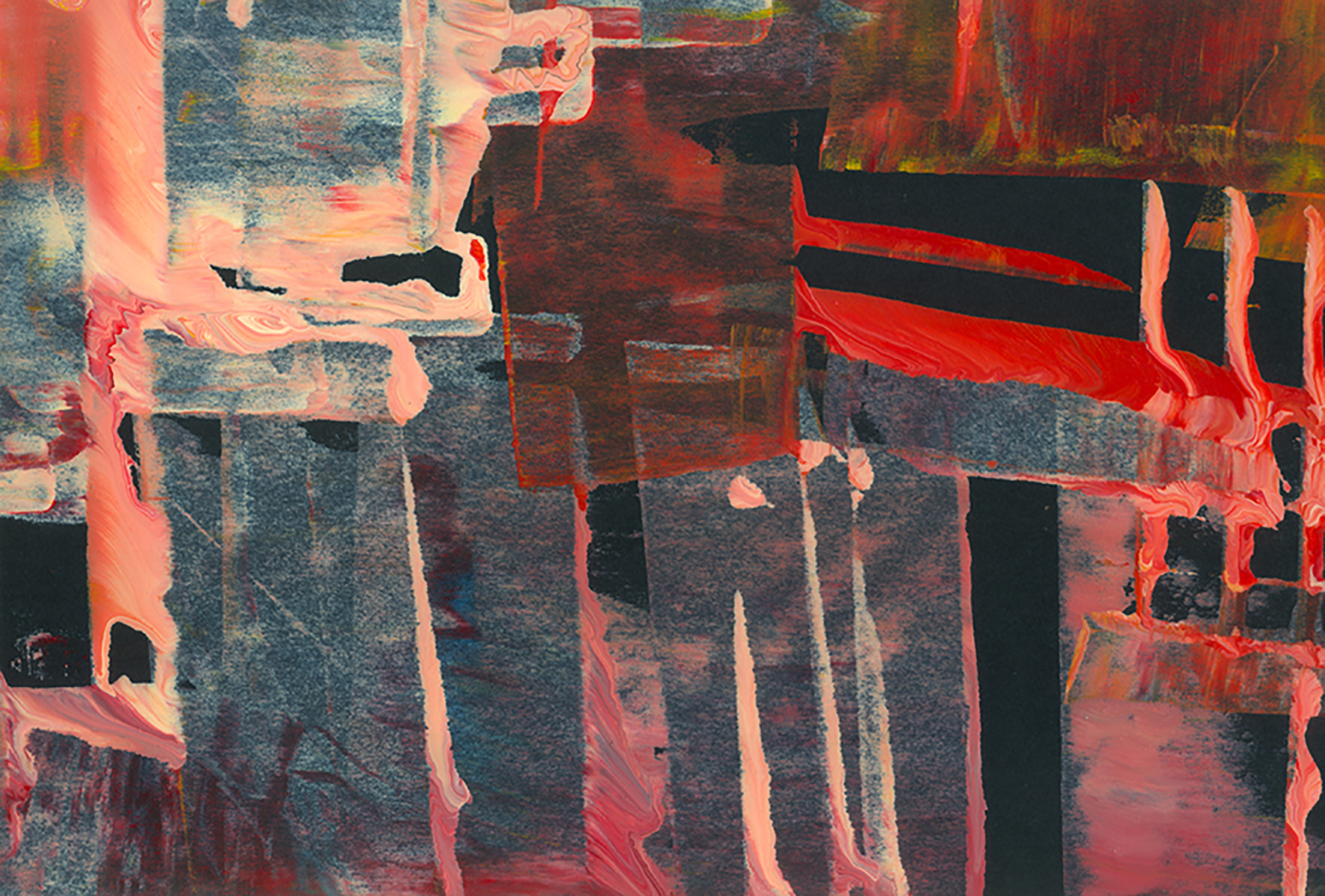
Dibujo de la vida.
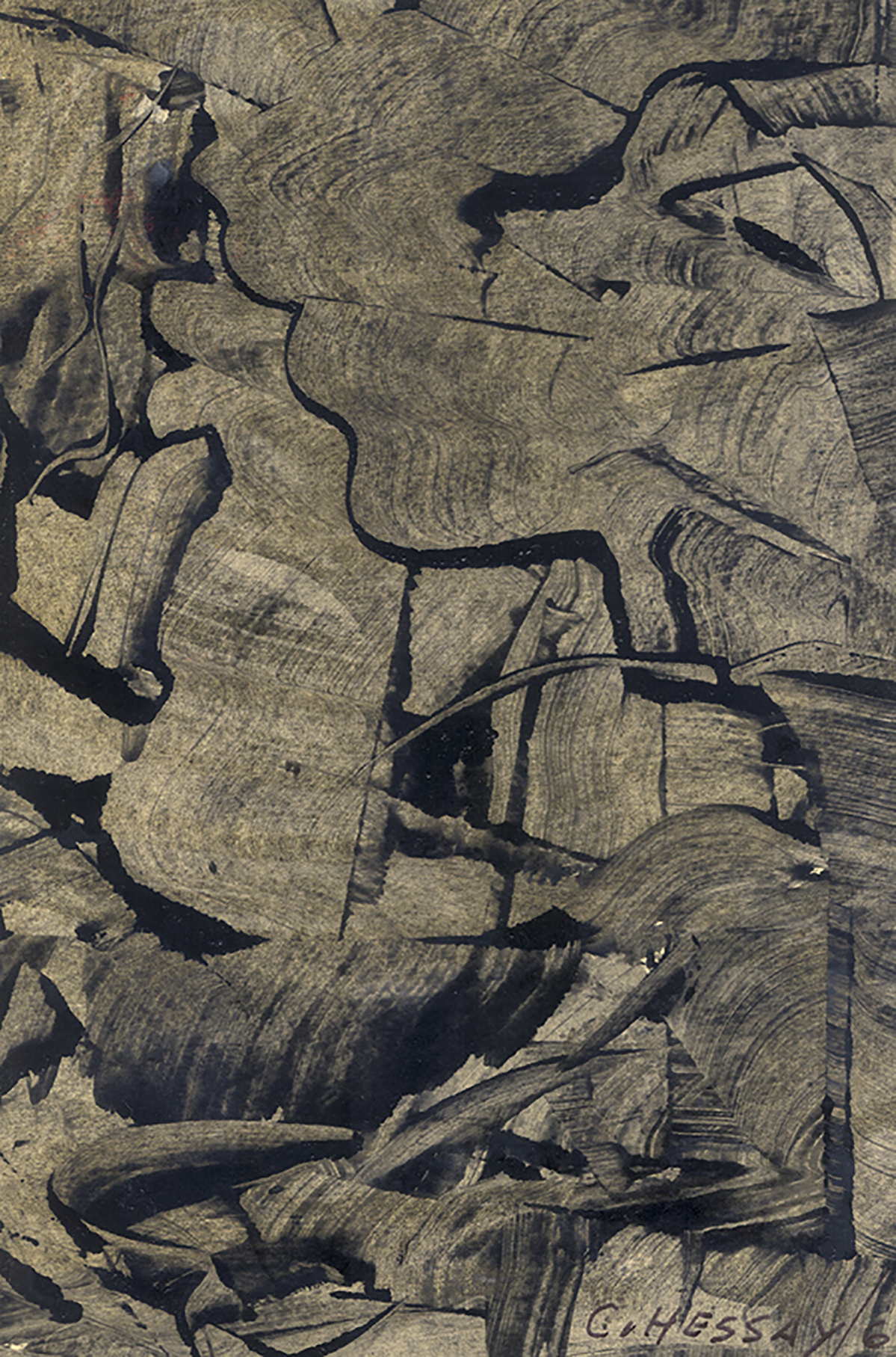
Roca ígnea.
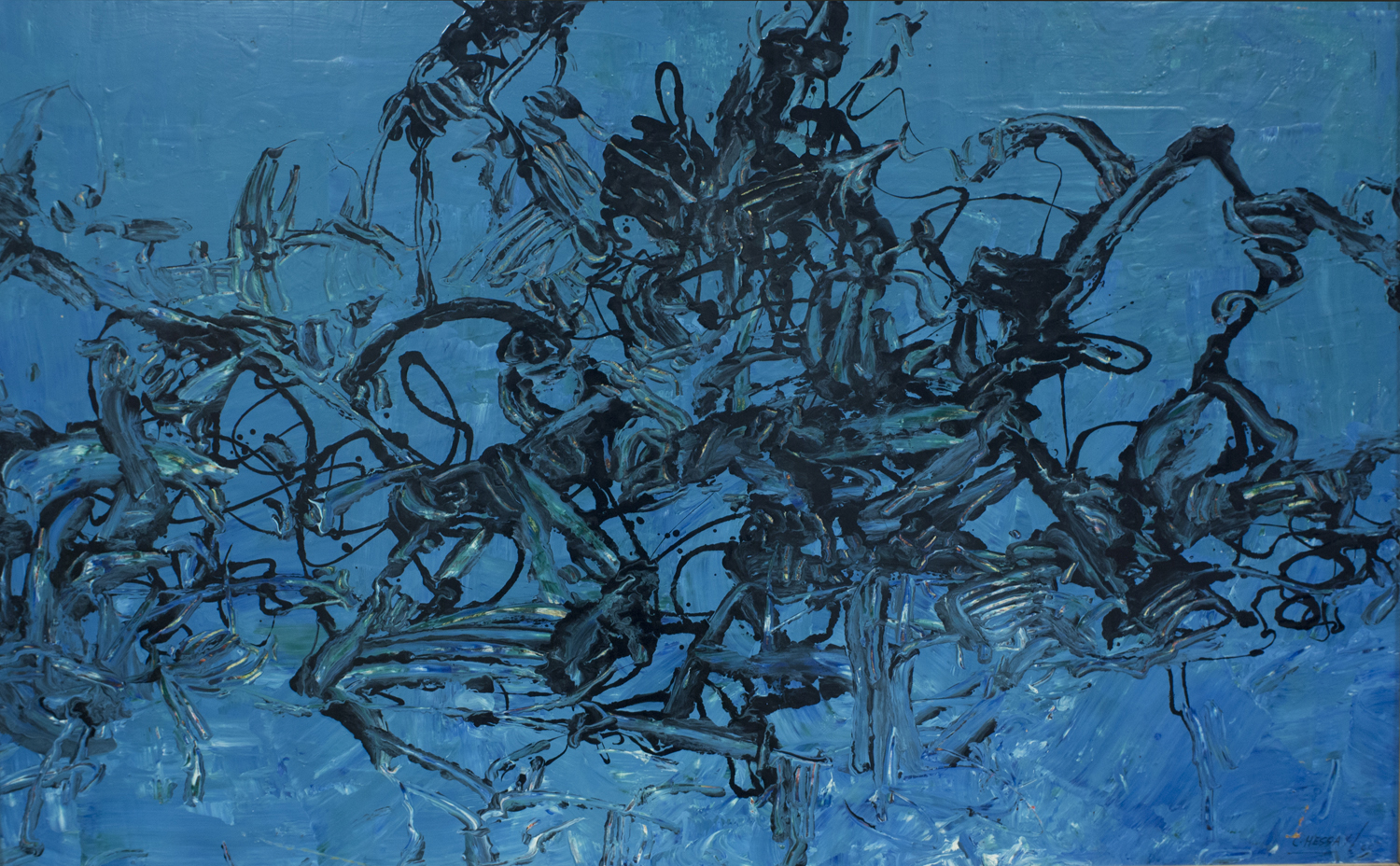
Imagen para buzos. 1966.

### Ciudades

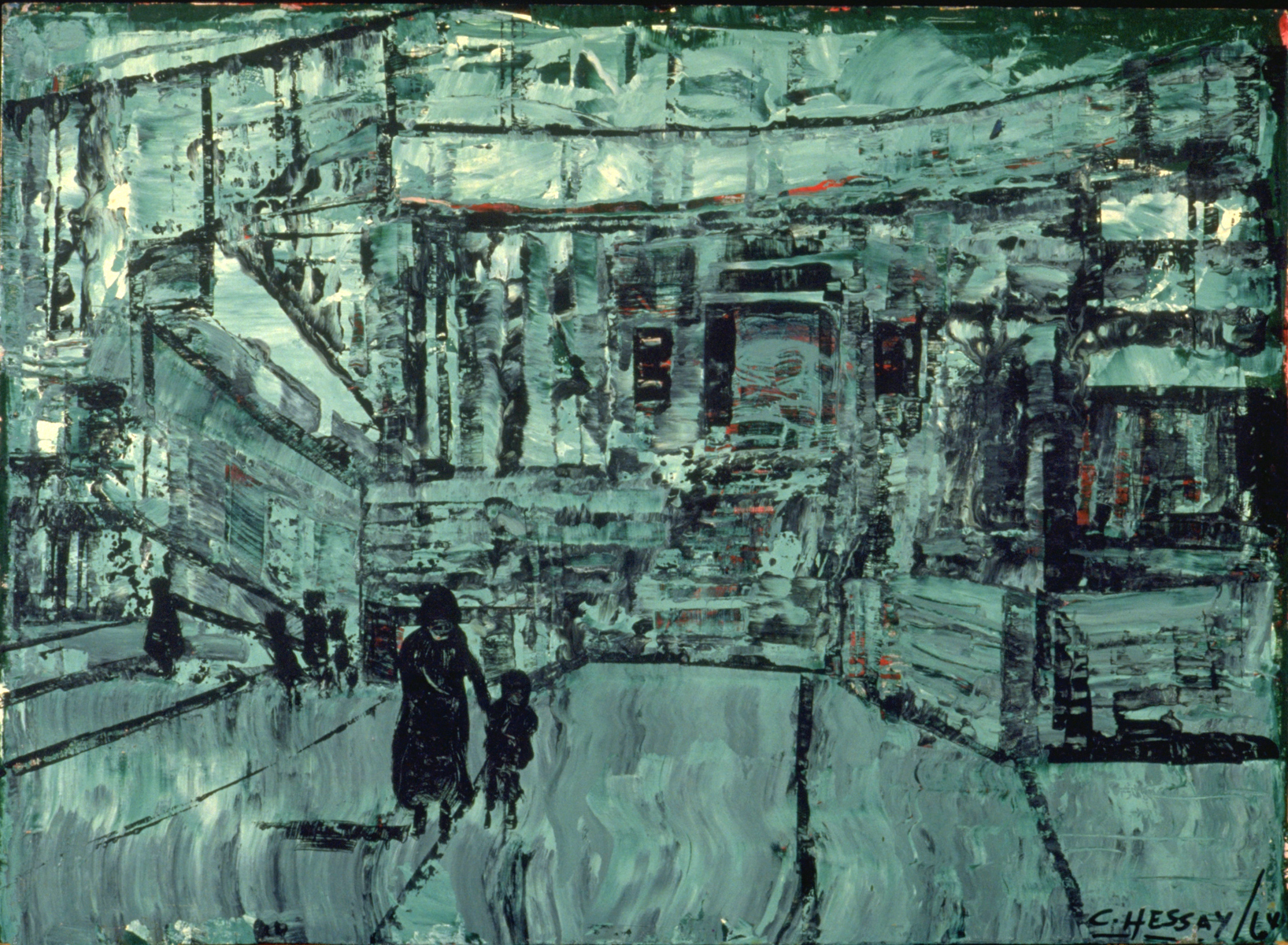
Madre e hijo inmigrantes. 1964.
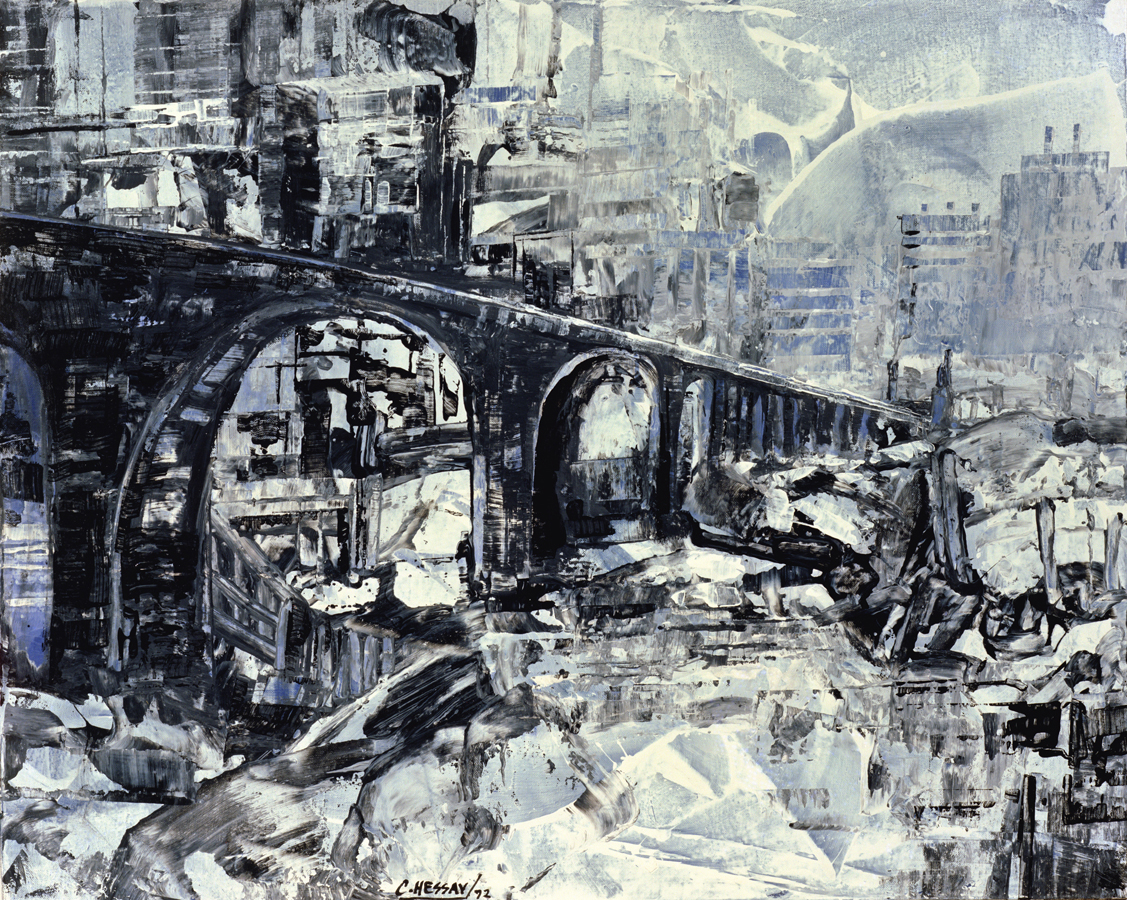
La gran ciudad. 1972.
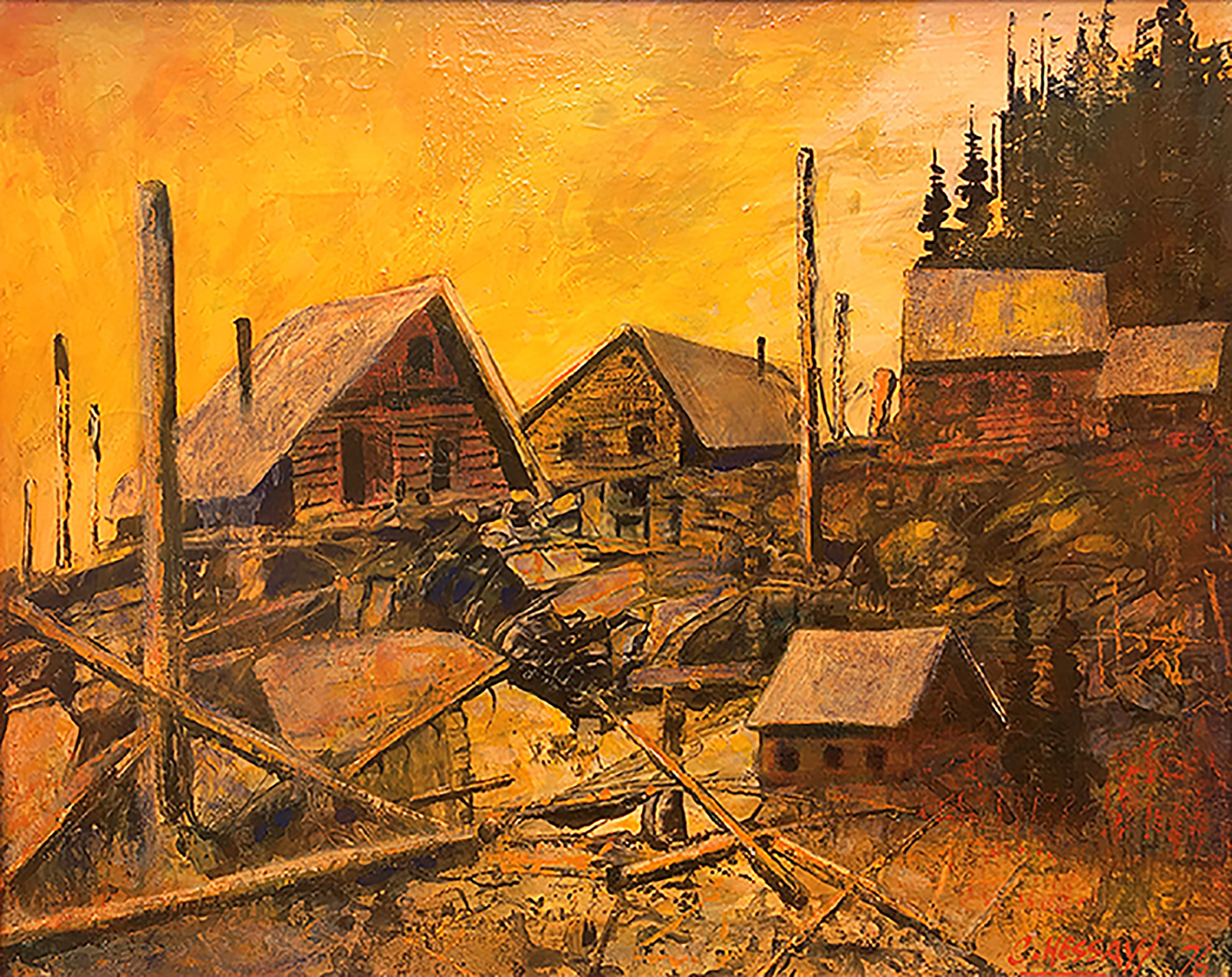
Pueblo abandonado. 1976.
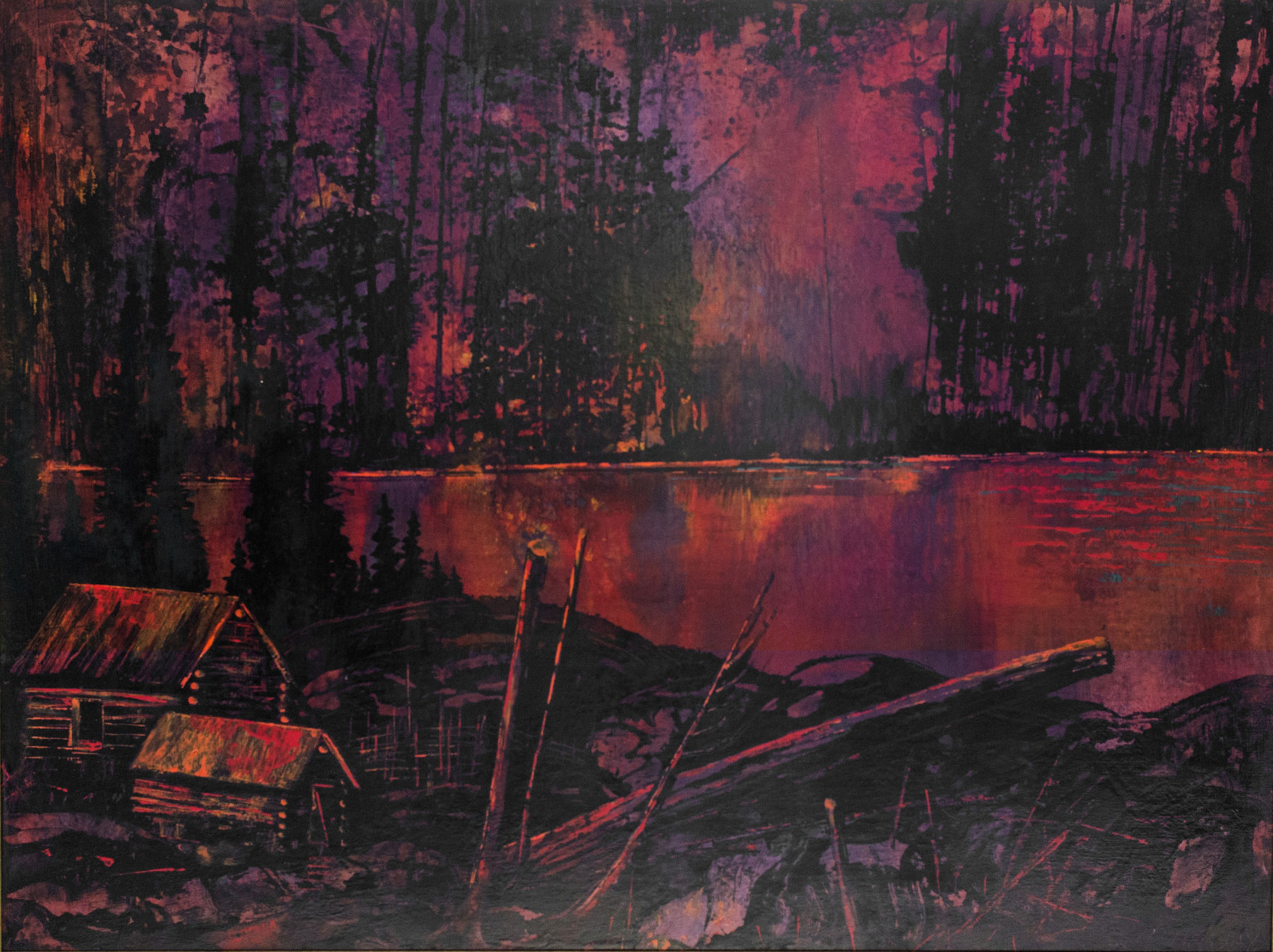
Fuego magenta. 1977.

### Futuristas

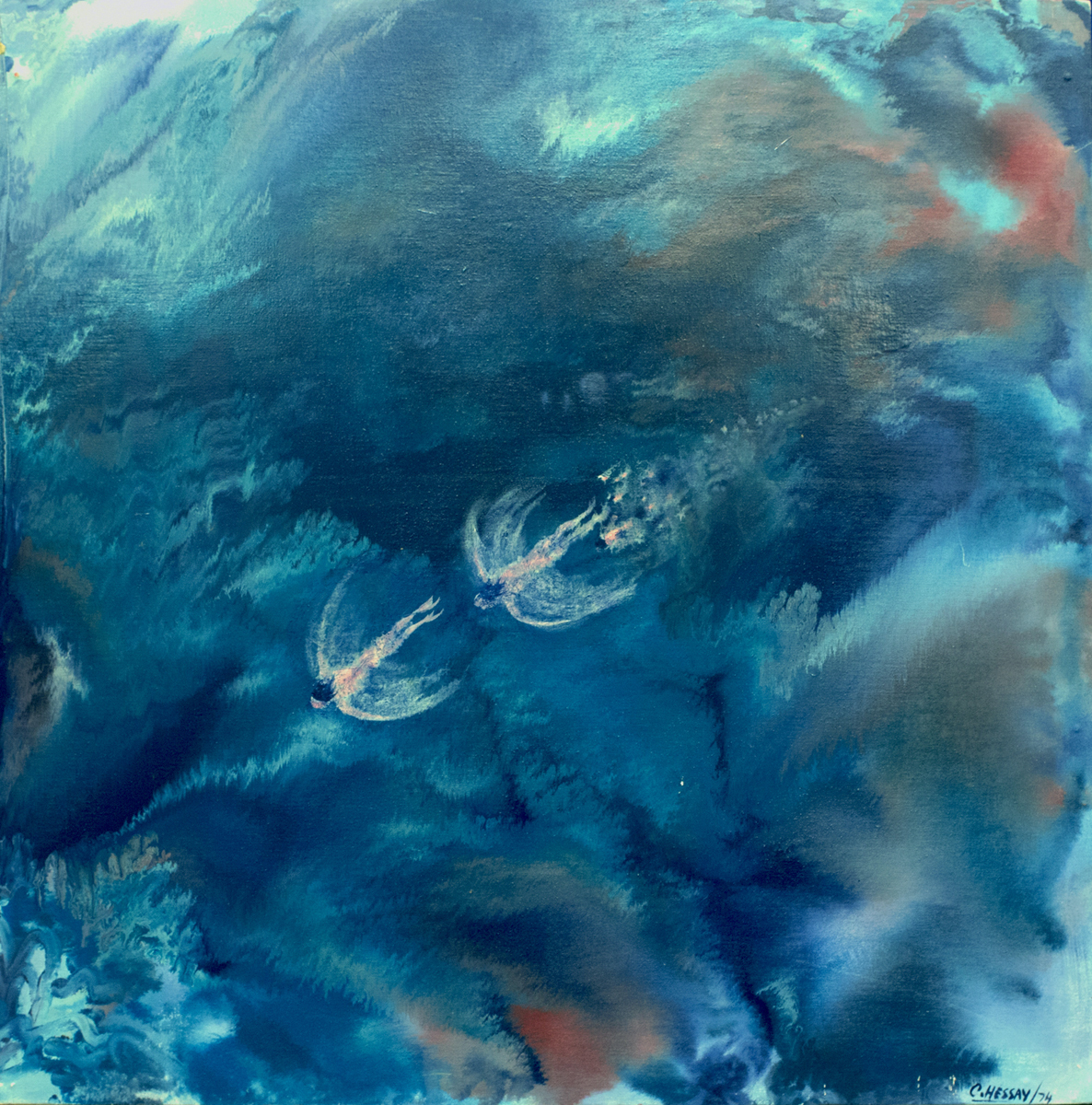
Imagen del mundo hueco. 1974.
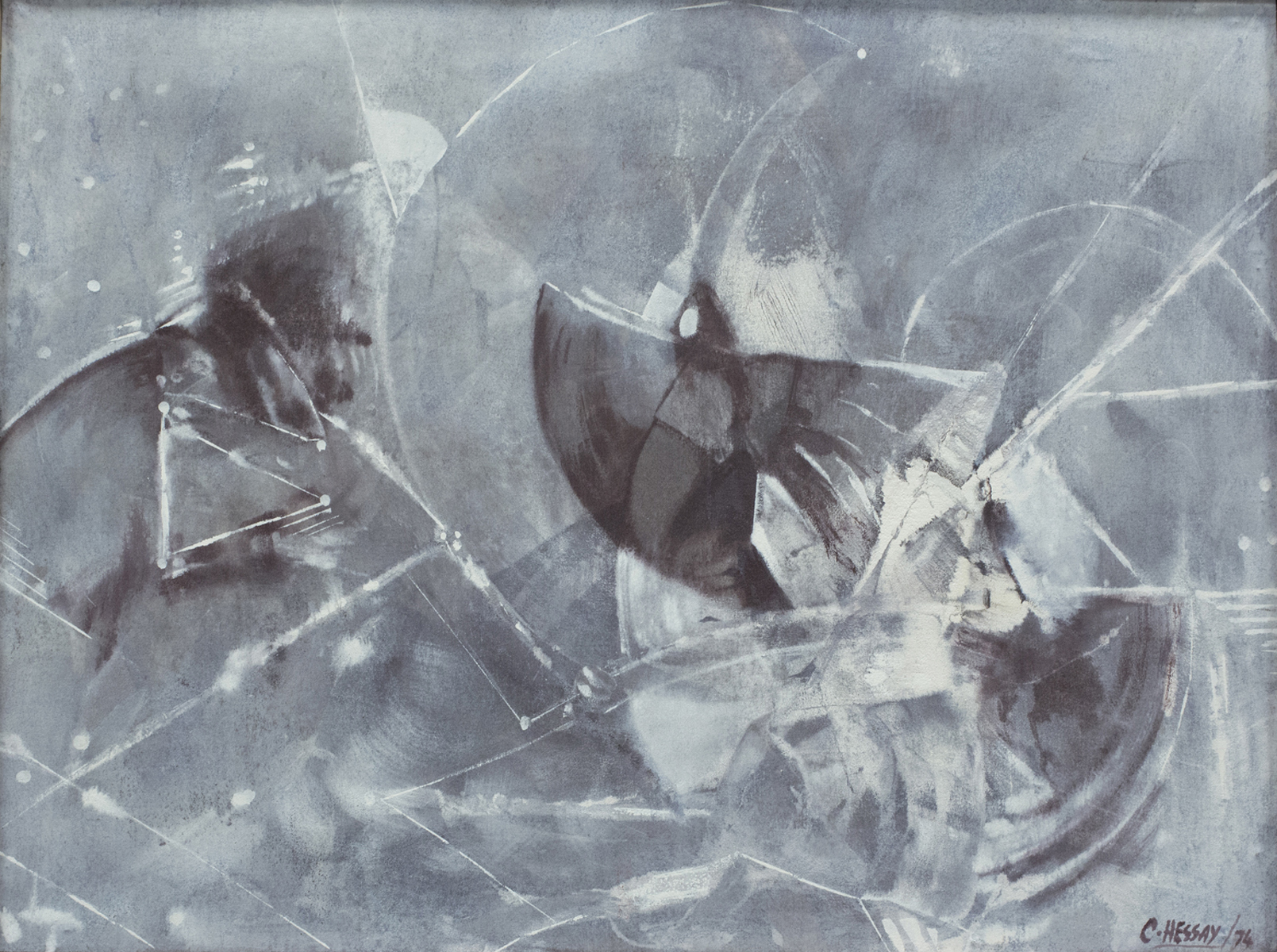
Antiguo marinero de la era espacial. 1974.
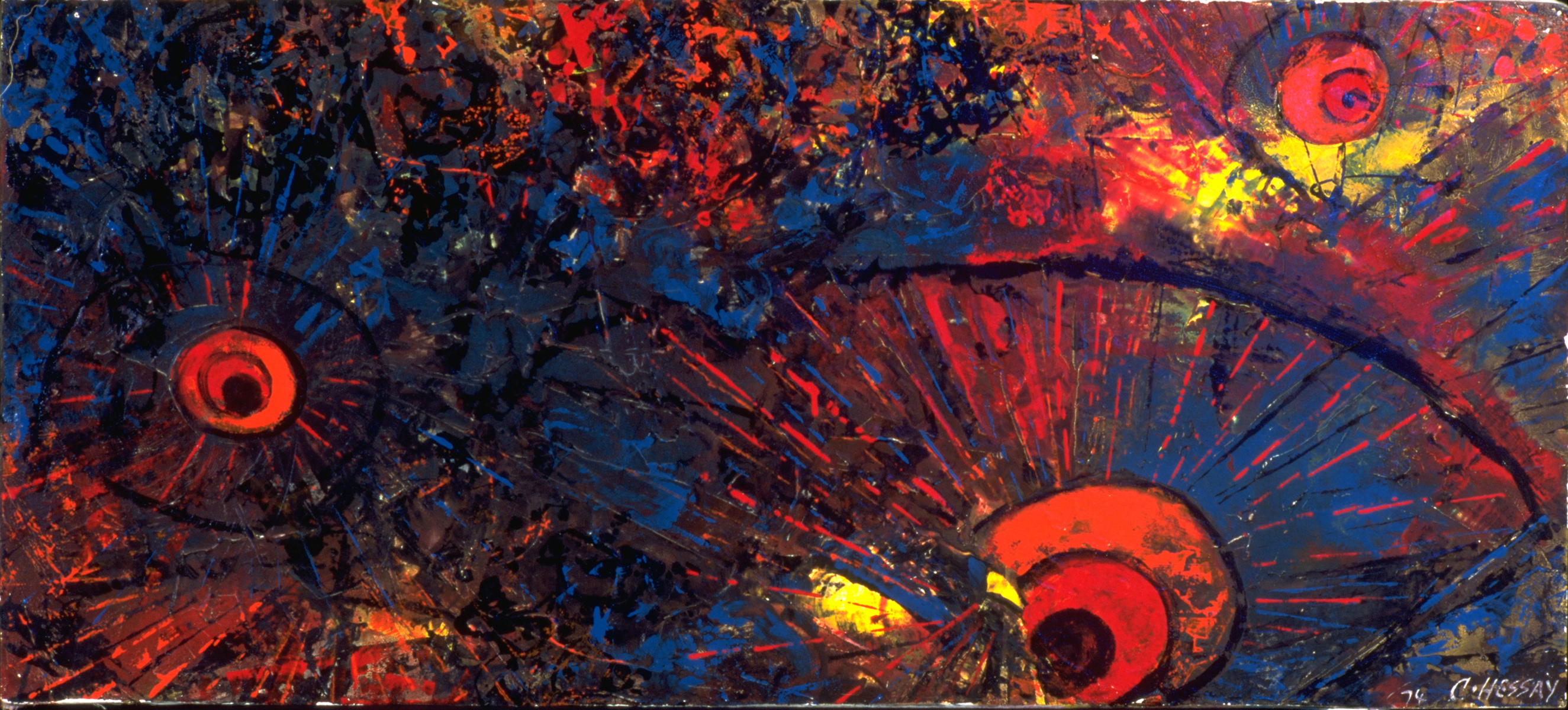
Habrá sonido. 1974.
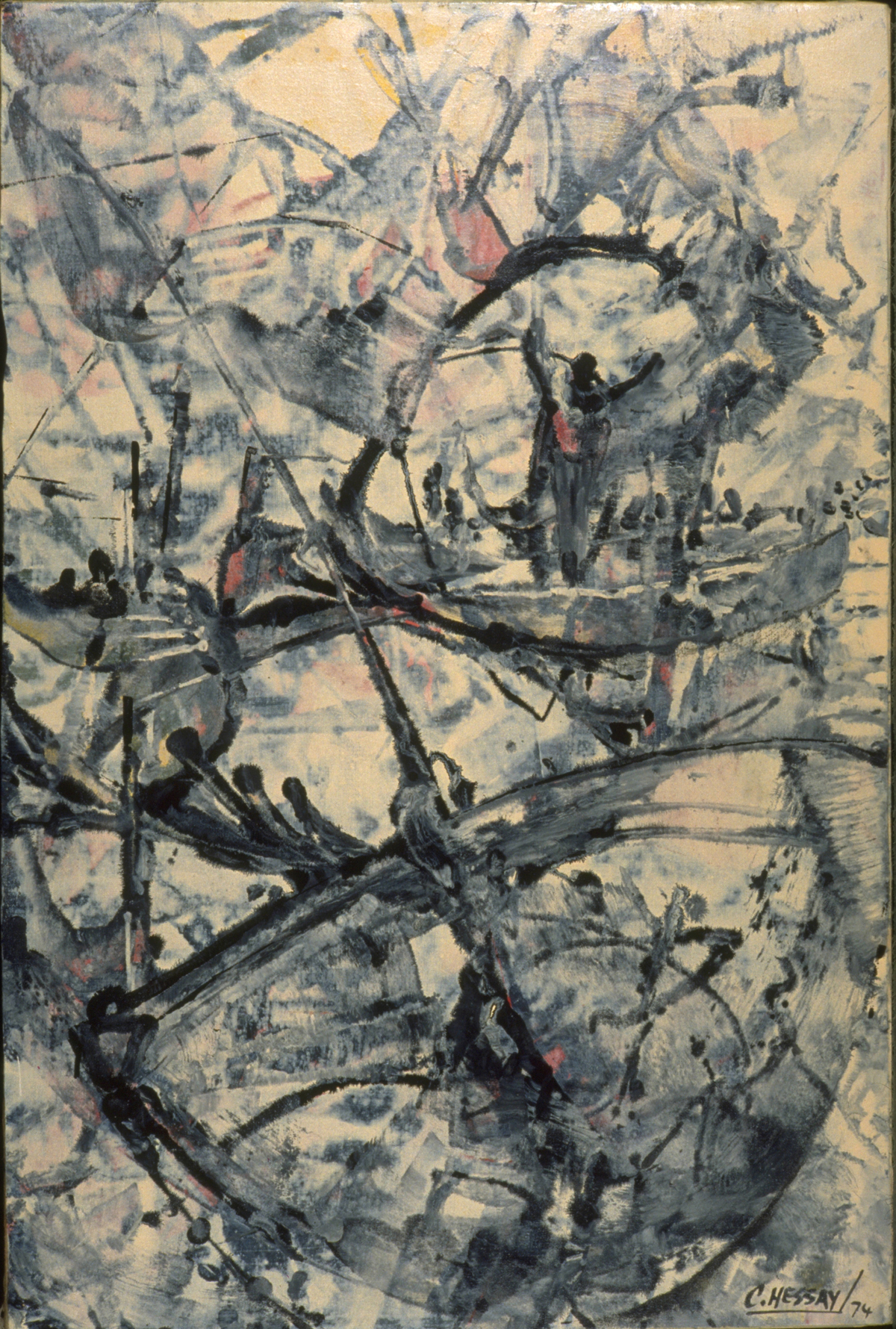
Los constructores. 1974.

### Bíblicas y de guerra

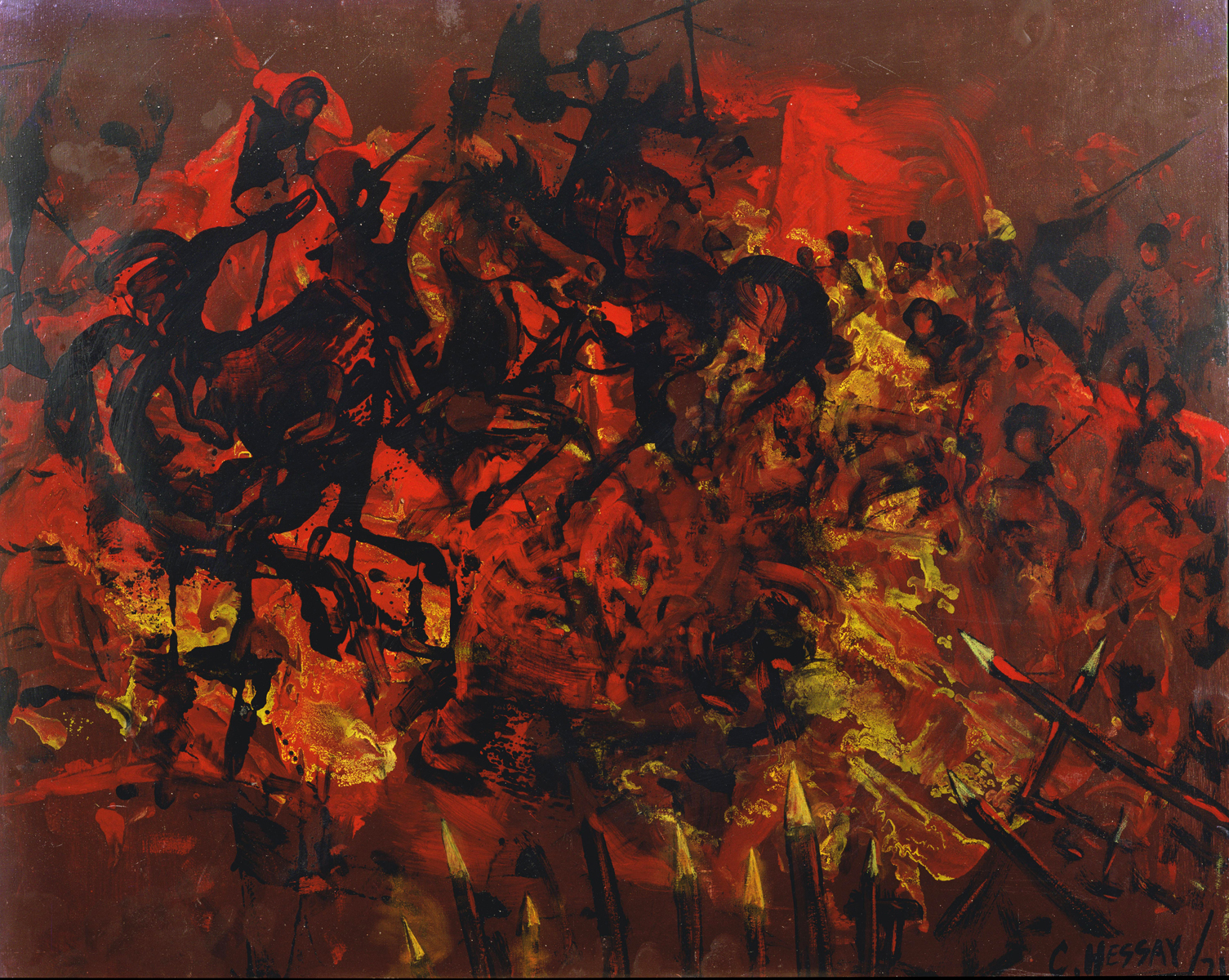
Los jinetes oscuros. 1971.
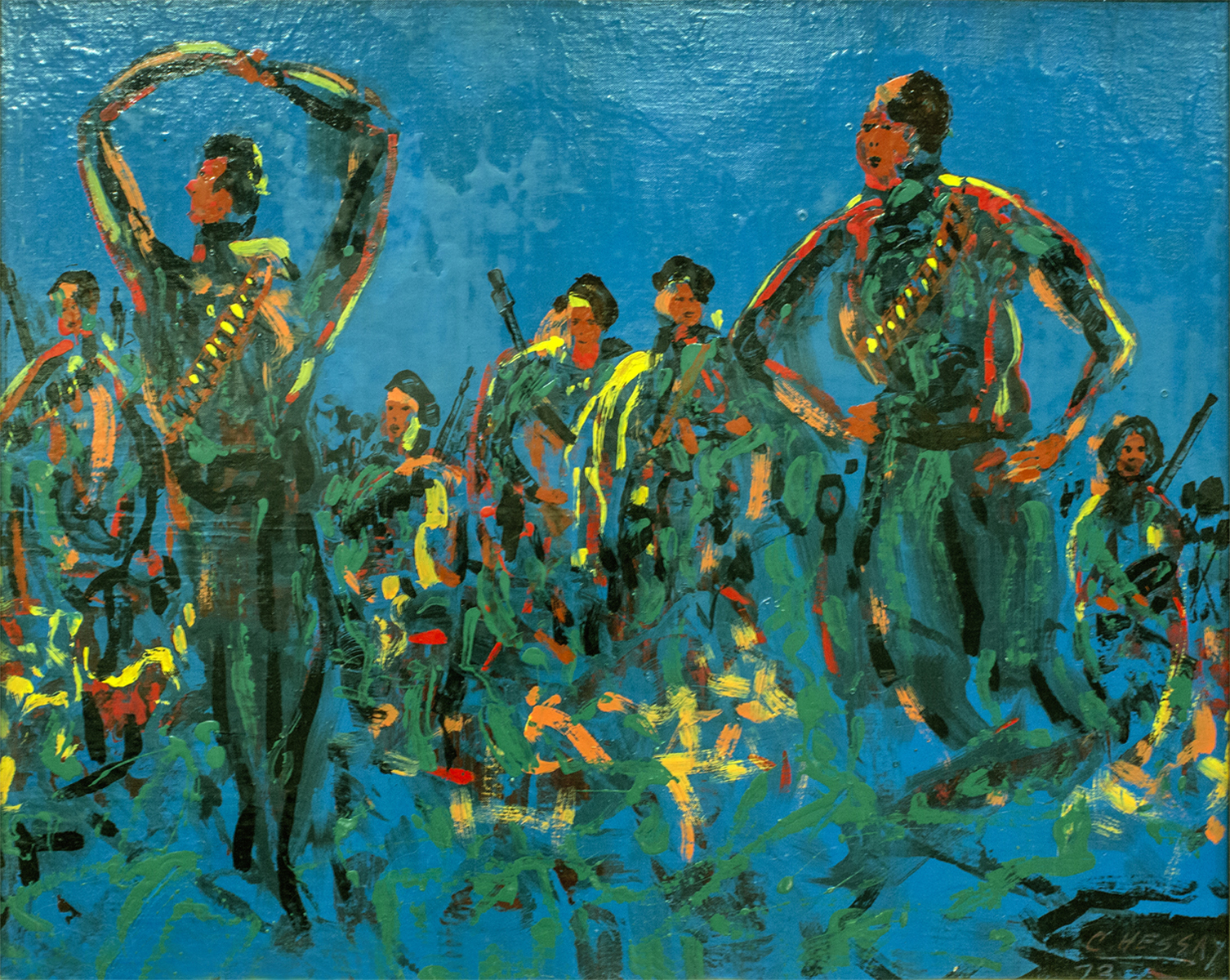
El alarde (Pedro Ajala). 1973.
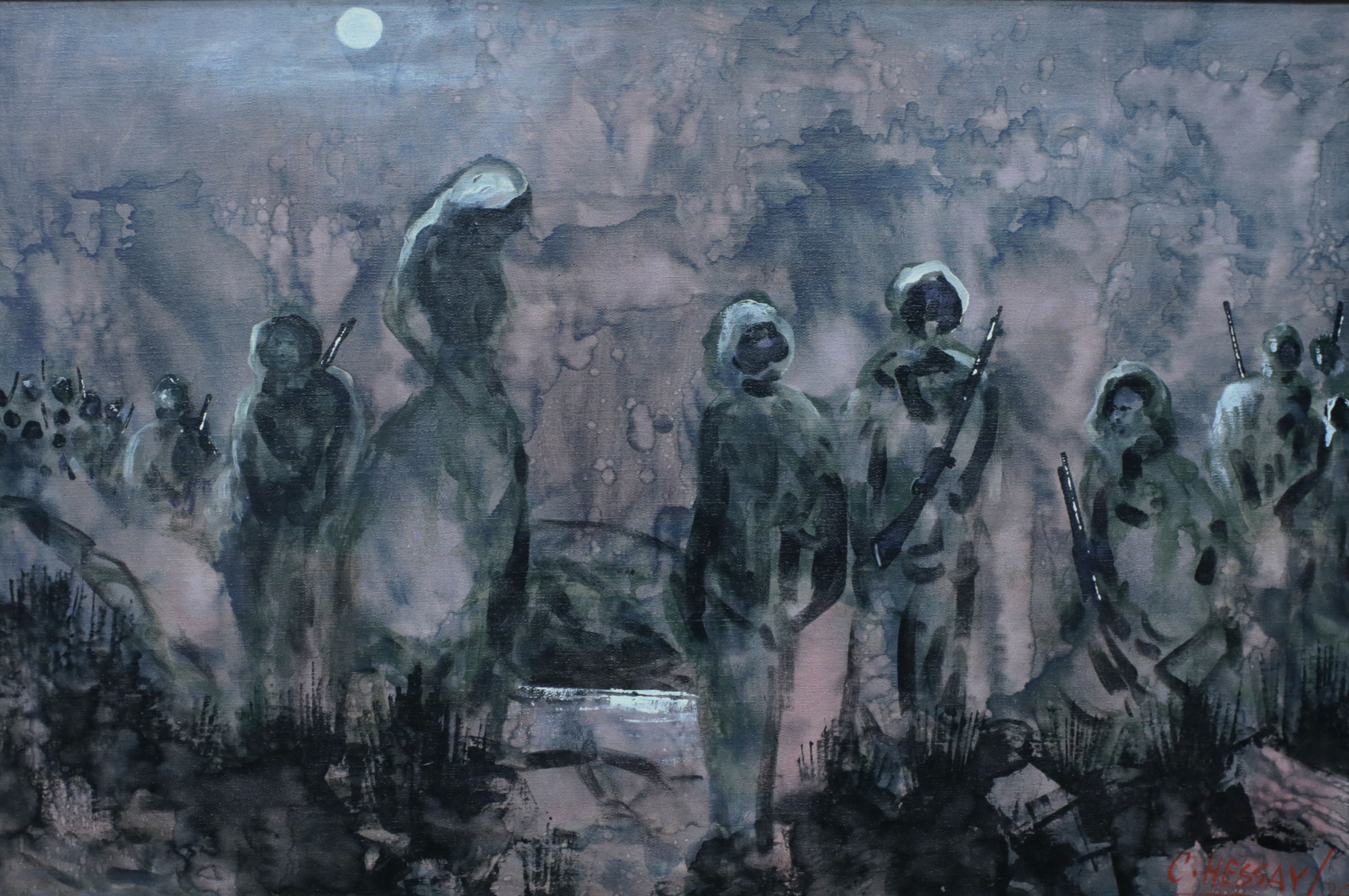
La Pasionaria (Dolores Ibárruri) en el río Jarama. 1976.
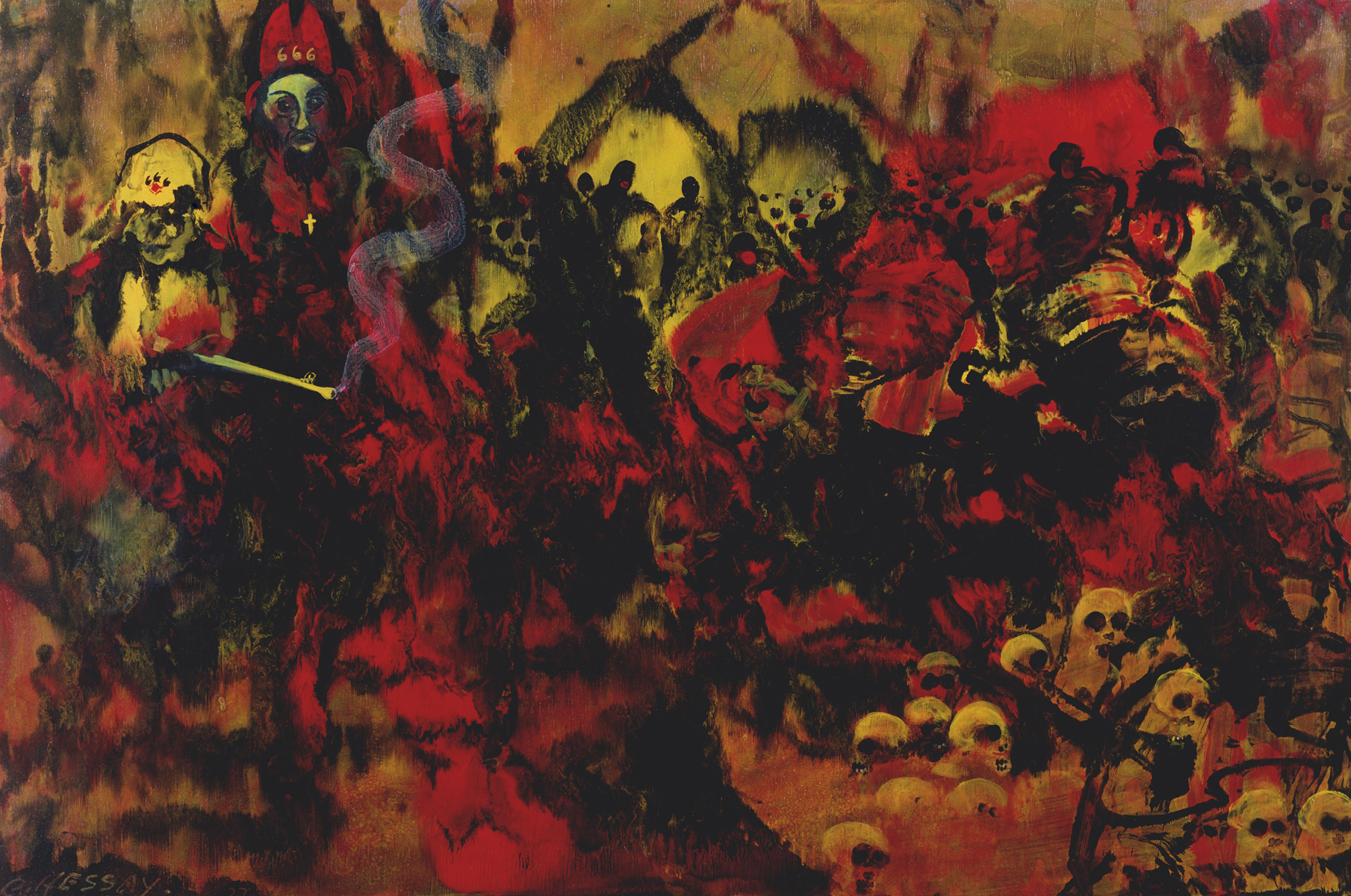
El número de hombres. 1977.

## Vídeos
- Arte canadiense inspirado en el universo Incluye ocho pinturas de Carle Hessay (vistas de 17:38 a 21:00). Consejo Nacional de Investigación de Canadá, Instituto Herzburg de Astrofísica (NRC). Gary Sedun, compilador (2009).
- Aspectos destacados del color y el sonido Lecturas de poesía de Para Kelly, con amor: poemas sobre los resúmenes de Carle Hessay. Director: Guochen Wang. Galería Templed Mind, Victoria, Columbia Británica. 5, 8 – 9 de marzo de 2014.
- Exposición de Carle Hessay en la Universidad de Victoria, Galería Audain Director: Guochen Wang. Piano: Carle Hessay, de una grabación de los años 60 (mayo de 2017).

- Datos: Q48697895
- Multimedia: Carle Hessay / Q48697895